# 郭紹傑
郭紹傑（Alex Kwok Siu Kit，1963年11月27日—），香港救生員，工黨前執行委員，保釣行動委員會成員，港九拯溺員工會前會員及前發言人。2018年12月曾因被指稱在靖國神社縱火，被日本警方拘捕。

## 早年經歷
郭紹傑於在香港出生，祖籍福建福州，早年在西貢長大，畢業於西貢崇真天主教學校（中學部）。他在7歲時參加童軍活動，入讀中學時報考拯溺專科奬章。前後後考了三次才獲得有關資格。他在大約17歲時參加義務救生員的工作，又在政府泳池當兼職救生員以賺取零用錢。期間亦有在大西洋城的酒店當值增加收入。
郭紹傑在20歲時被母親安排下到姑母在美國當地的餐館工作，後來在1990年代起從事珠寶業，主要協助朋友經營珠寶生意。此前，他在美國讀過兩年書，也讀過夜校。他在1992年回港定居，並與胞弟、舅仔一同到江門市從事販賣機器的工作。不久在酒吧做兼職。直至1999年補考拯溺證書，投身政府救生員行列。他其後加入港九拯溺員工會，至2004年任職工盟副主席。

## 投身政治
郭紹傑曾經參加2007年香港區議會選舉，但最終落敗。他對政治的關注始於八九民運。他與黎智英相識，曾進入黎智英家中以及於雨傘革命中成為黎智英的保鑣。期間被熱血公民指出曾經偷走物資，引來了本土派人士反彈。
2014年雨傘革命裡面擔任金鐘佔領區的糾察長。他於2014年9月因跌斷鎖骨申領工傷假，卻被發現幾乎每天出現在佔領金鐘區域。因此被質疑「扮傷呃假去佔鐘」。而其言行曾多次引發爭議，熱血公民指郭紹傑曾偷取物資。
在2017年8月，港九拯溺員工會發表聲明，稱前主席郭紹傑因高調地參與社會運動而違反工會政治中立的立場。而且於未經工會批准下接受傳媒訪問，所以決定永久删除其會員資格。
2018年12月11日「南京大屠殺」81周年前夕，郭紹傑與嚴敏華一同到日本東京靖國神社外焚燒及拍攝焚毀一個「東條英機」名字的道具神主牌後被捕。

## 表達對日本右翼否認南京大屠殺罪行的不滿
2018年12月，郭紹傑在日本東京靖國神社外，焚燒寫有「東條英機」的道具神主牌，抗議南京大屠殺，被東京警方拘捕並控以「侵入建築物」罪，保釣行動委員會表示，翌年10月10日，東京法庭判決郭紹傑監禁八個月，緩刑三年，郭紹傑在2019年10月11日回到香港。

## 家庭生活
郭紹傑已婚，育有一子一女。不過他因為過於投入社會運動引致離婚收場。